# Macropharynx strigillosa
Macropharynx strigillosa är en oleanderväxtart som beskrevs av Robert Everard Woodson. Macropharynx strigillosa ingår i släktet Macropharynx och familjen oleanderväxter. Inga underarter finns listade i Catalogue of Life.